# Наливайковка
Налива́йковка (укр. Наливайківка) — село, входит в Бучанский район Киевской области Украины.
Население по переписи 2001 года составляло 876 человек. Почтовый индекс — 08022. Телефонный код — 4578. Занимает площадь 4,6 км². Код КОАТУУ — 3222785201.

## Местный совет
Село Наливайковка — административный центр Наливайковского сельского совета.
Адрес местного совета: 08022, Киевская обл., Макаровский р-н, с. Наливайковка, ул. Центральная, 117-а.

## Аэродром
Возле села находится клуб и аэродром «Наливайковка». Аэродром используется преимущественно компанией «Аэропракт», производителем СЛА.